# Laurent Wauquiez
Laurent Timothée Marie Wauquiez (pronúncia em francês: [lo.ʁɑ̃ ti.mɔ.te ma.ʁi vo.kje]; nascido em 12 de abril de 1975) é um político francês que actuou como presidente dos Republicanos.
Foi Secretário de Estado dos Assuntos Europeus do Ministro dos Negócios Estrangeiros e Europeus, Alain Juppé; foi anteriormente Secretário de Estado do Emprego do Ministro da Economia, Indústria e Emprego desde março de 2008 no governo de François Fillon. Ele também foi porta-voz do governo de junho de 2007 a março de 2008 como Ministro de Estado do primeiro-ministro. Foi eleito 2º Vice-Presidente da ORU Fogar na Assembleia Geral da organização realizada em Quito (Equador) em 16 de outubro de 2016.
Em 10 de dezembro de 2017, Wauquiez foi eleito presidente dos Republicanos por uma ampla margem. Especialistas descreveram-no como estando a mover o partido para a direita.
Em 2 de junho de 2019, uma semana depois de ver o pior resultado para a direita da sua história nas eleições europeias com 8,48% dos votos, Wauquiez anunciou a sua renúncia ao cargo de presidente dos Republicanos.

## Carreira política
Wauquiez ocupou vários cargos governamentais durante a presidência de Nicolas Sarkozy. Ele foi nomeado Secretário de Estado do Emprego em 2008 e também actuou como porta-voz do governo. Posteriormente, foi Ministro dos Assuntos Europeus e do Ensino Superior. Em 2012, foi reeleito para a Assembleia Nacional e tornou-se chefe da região de Auvergne-Rhône-Alpes em 2015. Em 10 de dezembro de 2017, foi eleito presidente dos Republicanos.

## Vida pessoal
Wauquiez é conhecido por usar um casaco parka vermelho.